# Adolf Arnhold
Adolf Arnhold (* 5. September 1884 in Dresden als Adolph Arnhold; † 15. Dezember 1950 in Heidelberg) war ein deutsch-brasilianischer Bankier.
Adolf Arnhold wurde als zweites Kind des Dresdner Bankiers Georg Arnhold und dessen Ehefrau Anna Arnhold geb. Beyer (1860–1917) in Dresden geboren, besuchte in Dresden die Handelsschule und absolvierte eine praktische Ausbildung in Berlin, Brüssel, London und New York. Er trat anschließend in das Bankhaus seines Vaters, das Bankhaus Gebrüder Arnhold ein, das 1864 von seinem Onkel Max Arnhold gegründet worden war, und für das er, erst 22-jährig, bereits 1906 Prokura erhielt. 1908 wurde er Teilhaber.
Adolf Arnhold war u. a. Vorsitzender im Deutschen Börsenverein und seit 1928 Ehrensenator der Technischen Hochschule Dresden. 1933 wurde er von den Nationalsozialisten aus allen Ämtern gedrängt und verließ auch das Bankhaus Gebrüder Arnhold im Herbst 1933 im Rahmen des Prozesses der „Arisierung“ des Bankhauses. 49-jährig schied er zunächst gänzlich aus dem Berufsleben aus und zog sich auf das Rittergut Berreuth bei Dippoldiswalde zurück.
1936 emigrierte er als einer der Ersten aus seiner Familie, und zwar nach São Paulo in Brasilien, wo er erneut ein Bankhaus aufbaute.
Adolf Arnhold starb nach dem Zweiten Weltkrieg auf einer Besuchsreise nach Deutschland am 15. Dezember 1950 in Heidelberg.